# Отем Гейз
Отем Гейз (англ. Autumn Haze, (25 березня 1976 , Літл-Рок ) — колишня американська порноакторка і еротична модель.

## Біографія
Народилася 25 березня 1976 року в Арканзасі. 
В порноіндустрію потрапила в 1996 році, у віці близько 20 років. Перший порнофільм — Pregnant Babes 9 компанії AVS.
Знімалася для таких порностудій, як 4-Play Video, Adam & Eve, Anabolic Video, Devil's Film, Extreme Associates, Hustler Video, VCA, Metro і інших. У титрах деяких фільмах вказана як Черрі Дол (Cherri Doll). Знімалася з такими зірками, як Аврора Сноу, Олівія Сейнт, Вікі Ветте.
Пішла з порноіндустрії в 2009 році, знявшись у понад 140 порнофільмах.
Одружена, має двох дітей.

## Нагороди та номінації
- 2003 AVN Awards — сама скандальна сцена сексу — Autumn Haze vs. Son of Dong

## Вибрана фільмографія
| - GooeyBuns Sineplex 2000 - Skeeter Kerkove's Teen Patrol - Grrl Power! 3 (2001) - Cum Swapping Sluts #1 - Pure Filth (2005) - Tight End Talent (2005) - Unreal Sex (2005) - Cum Tasters (2004) - Droppin' Loads 3 (2004) - A girl's Affair 67 (2004) - Sitting Pretty (2004) - Totally Fucked (2004) - Anal Assault 3 (2003) - Bark Like a Dog (2003) - Cockless 26 (2003) - Extreme Penetrations 3 (2003) - Gooey Buns 1 (2003) - Lot Lizards (2003) - Naked Hollywood 20 (2003) - Pillow Talk (2003) - Strapped (2003) - Stuck on You (2003) - Throat Bangers 2 (2003) - The West Coast Gangbang Team 3 (2003) - We Swallow 2 (2003) - Gang Bang, Vol. 1 (2002) - Black Dicks in White Chicks 2 (2002) - Cum Swapping Sluts (2002) - Cunt Hunt (2002) - Autumn Haze vs. Son of Dong (2002) - Bang My White Tight Ass (2002) - Cum Dumpsters (2002) - Different Worlds (2002) - Fast Times at Deep Crack High 8 (2002) - Gag Factor 8 (2002) | - Naughty Little Nymphos 9 (2002) - Pink Eye (2002) - Trailer Trash Nurses 6 (2002) - V-Eight 6 (2002) - White Trash Whore 25 (2002) - Young and Anal 25 (2002) - Caveman Humping (2001) - Anal Addicts 2 (2001) - Cockless 4 (2001) - Cockless 5 (2001) - Extreme Teen 16 (2001) - Fuckumentary 4 (2001) - Gang Bang Slut 6 (2001) - Grrl Power! 3 (2001) - Jail Babes 19 (2001) - She Squirts 9 (2001) - Coed Cocksuckers 21 (2000) - Gangland 17 (2000) - All Natural 6 (2000) - Anal University 7 (2000) - Asses Galore 11 (2000) - Creating Nicole (2000) - Hot Bods and Tail Pipe #16 (2000) - Pussyman's Decadent Divas 8 (2000) - Sleazy Riders (2000) - Torrid Tramps (2000) - Traces of Love (2000) - Nasty Nymphos 25 (1999) - North Pole #9 (1999) - Rough Sex 1 (1999) - Увага: Your Azz Is in Danger 3 (2002) - Butts Sluts 7 (2001) - Fuck Pigs 3 (1999) |